# Список малоазийских имён в древнегреческой мифологии
В данной статье собраны имена и основные данные о персонажах, которые, согласно древнегреческой мифологии и мифологической поэзии, происходили из Малой Азии (за исключением Троады, о которой см. Троада в древнегреческой мифологии). Не следует отождествлять мифологические представления греков с подлинной мифологией этих регионов.

## Фригия
- Авра (дочь Леланта).
- Агдистис.
- Акмон. Царь Фригии. Отец Мигдона[1].
- Аретаон. Фригиец[2].
- Асий. Сын Диманта, брат Гекабы. Вождь фригийцев. Его облик принимает Аполлон[3] Некий сын Асия упомянут у Квинта Смирнского (II 461).
- Асканий. Сын Аретаона. От фригийцев из Аскании, союзник Трои[4]. Убит Неоптолемом[5].
- Аттис.
- Аттис. Охотник из Берекинфа, раздавленный сосной[6].
- Бавкида. Из Тианы во Фригии, жена Филемона. Превратилась в липу[7].
- Берекинфия. (Берекинфская богиня.) Эпитет Адрастеи[8], Матери богов[9]. Её сын Мидас[10]. См[11].
- Бромбий. Фригиец. Отец Приаса, которого сын спас от смерти[12].
- Бронг. Пастух и земледелец из Малой Азии[13].
- Гиагнис. (Гиагнид./Агний./Хиагнис.) Фригиец, впервые изобрёл флейты[14]. Это было в год первых Панафиней (1505/4 до н. э.)[15]. Изобрёл трихордон и диатоническую гармонию[16]. Отец Марсия[17].
- Гимнос. (Химнос.) Фригиец, пастух, влюблённый в Никею[18]. Никея убивает его стрелой[19].
- Гиппотион. Фригиец, отец Аскания и Мориса[20].
- Гипта. (Ипта.) Фригийское божество, связана с Сабазием. Кормилица Диониса[21]. Помогает родам Зевса[22]. Её имя сопоставляют с рекой Гептапор в Троаде, фракийским именем Гептапор, а также хурритско-хеттской богиней Хепат[23].
- Гордий.
- Деант. (Дойант.) «близнец»). Фригиец, брат корибанта Акмона. (Указатель к Нонну. С.512).
- Дел. Идеец, который первым начал сплавлять медь[24].
- Димант. Царь фригийцев, отец Гекабы и Асия[25].
- Диндимена.
- Зехис. Сын Медонта. Из Фригии. Убит Тевкром[26].
- Ия. Имя невесты Аттиса по понтифику Валерию Флакку[27].
- Калай. Согласно Гермесианакту, фригиец, отец Аттиса[28].
- Калам (Каламос (мифология)). Сын Меандра, возлюбленный Карпоса[29]. Когда покончил с собой, превратился в тростник[30].
- Карпос.
- Келен. Сын Посейдона и данаиды Келено. По его имени назван город Келены (Фригия)[31].
- Кибеба.
- Кибела.
- Кибела. Другое имя Алки.
- Кореб (сын Мигдона).
- Корибант.
- Лелант. Один из рода титанов, отец Авры[32].
- Литиерс.
- Марсий.
- Медонт. Из Фригии. Отец воина Зехиса[26].
- Метопа. Жена Сангария, мать Гекабы (по версии)[33].
- Мигдон (фригиец).
- Мидас.
- Милет (Милет (сын Аполлона)). Сын Астерия. Фригийский полководец, участник индийского похода[34].
- Морис. Сын Гиппотиона. Фригиец. Убит Мерионом[35].
- Морис. Фригиец. Убит Неоптолемом[36].
- Нана (Нана). Дочь Сангария, мать Аттиса[37]. Зачала от миндального дерева.
- Никея. (Никайя.) Из Астакиды[38]. По историку Мемнону из Гераклеи, дочь Сангария и Кибелы[39]. Наяда, возлюбленная Диониса, родила ему дочь Телету. Её именем назван город Никея[40].
- Олимп.
- Отрей.
- Перибоя. Дочь Океана, мать Авры[32].
- Пирр. Пастух, с ним связано сказание в Клазоменах, где была «пещера матери Пирра»[41]. Фригиец, превращённый в камень за страсть к Рее[42].
- Приасос. Сын Бромбия, полководец фригийцев в индийском походе[43]. Состязался в беге на играх по Офельту[44].
- Риндакида. Нимфа, ходила по воде, оплакивала Гимноса[45].
- Риндакида. Эпитет Авры[46].
- Сабазий.
- Сагаритида. Нимфа, которую полюбил Аттис, нарушив обещание Кибеле. Погибла, когда срублено её дерево[47].
- Сангарий. Речной бог. Сын Океана и Тефии[48]. Отец Гекабы (по версии)[49]. По сказанию, дед Аттиса по матери[50].
- Сатир. Фригиец, изобрёл кривую полевую трубу[16]. Согласно историку Мемнону, сын Диониса и Никеи[39].
- Себей. Фригиец, участник индийского похода Диониса. Убит Морреем[51].
- Симплегады.
- Тевфрант. По версии, отец Текмессы[52]. См. Телевтант.
- Текмесса.
- Телевтант. Отец Текмессы, царь фригийцев. Убит Эантом[53]. У других авторов Тевфрант[54].
- Феноп (Фенопс). Отец Форка[55].
- Филемон и Бавкида.
- Форкий (сын Фенопа).
- Харопа. По фригийцам, дочь Геракла, мать Сераписа[56].
- Адраст (сын Гордия). Фригийский царевич[57].

См. также:
- Дактили.

Топонимы:
- Асоп Фригийский. Приток Лика.
- Диндим. Гора[58].
- Лик (река во Фригии). Отделяет Эолиду от Мисии[59].
- Сангарий. Река[60].
- Фригия. Страна[61].
- Фригийцы. Племя[62].

### Лестригоны
- Антифат.
- Лестригоны.
- Телепил. Город лестригонов[63]. en:Telepylos

### Долионы
- Абарис. Воин долионов. Ранен аргонавтом Ясоном[64].
- Адмон. Воин долионов. Убит аргонавтом Гераклом[65].
- Амастр. Воин долионов, побеждён аргонавтом Нестором[66].
- Амбросий. Воин долионов, убит аргонавтом Пелеем[67].
- Арес. Воин долионов, брат Меланфа. Убит аргонавтом Теламоном[68].
- Артак. Воин долионов. Убит аргонавтом Мелеагром[69].
- Басилей. Воин долионов. Убит аргонавтом Теламоном[70].
- Биенор. Сын Пирна, долион. Погиб в битве с аргонавтами[71].
- Бронт. Воин долионов. Ранен аргонавтом Ясоном[64].
- Гагес. (Hages) Воин долионов, убит аргонавтом Полидевком[72].
- Галис. Воин долионов. Убит аргонавтом Ясоном[73].
- Гебр. Воин долионов, сражается с аргонавтом Полидевком[74].
- Генис. Воин долионов, сражался с аргонавтами[75].
- Гефар. Воин долионов. Убит аргонавтом Пелеем[76].
- Гиакинф. Герой долионов. Убит аргонавтом Клитием[77].
- Главк. Воин долионов, убит аргонавтом Ясоном[78].
- Долион. Сын Силена и Мелии. Жил на берегу Асканийского озера[79].
- Доркей. Воин долионов. Убит аргонавтом Ясоном[73].
- Евсер. (Эвсер.) Царь долионов, отец Эниты[80].
- Зелис. (Дзелис.) Воин долионов. Ранен аргонавтом Ясоном[64]. Убит аргонавтом Пелеем[76].
- Ирон. Один из долионов, павший в битве с аргонавтами[71].
- Итимон. Воин долионов. Убит аргонавтом Мелеагром[81].
- Итис. Воин долионов. Убит аргонавтом Кастором[82].
- Кидр. Воин долионов. Убит аргонавтом Канфом[83].
- Кизик.
- Кизик. Согласно Неанфу из Кизика, сын Кизика и Клиты[84].
- Клита. Дочь Меропа из Перкоты, жена Кизика[85]. Клита оплакивала его[86] и ночью повесилась на дереве[87].
- Кориф. Один из долионов, убит Тидеем[88].
- Котис. (Котид.) Один из долионов, павший в битве с аргонавтами[71].
- Креней. Воин долионов, убит в битве с аргонавтами[89].
- Мегабронт. Воин долионов. Убит аргонавтом Гераклом[90].
- Мегалоссак. Воин долионов. Убит Диоскурами[91].
- Медонт. Долион, участник битвы с аргонавтами[92].
- Меланф. Воин долионов, брат Ареса (человека). Убит аргонавтом Теламоном[68].
- Неалк. Воин долионов. Убит аргонавтом Полидевком[72].
- Нисей. Воин долионов, убит аргонавтом Теламоном[93].
- Олен. Отец лелега Фокея[68].
- Орнит. Воин долионов, убит аргонавтом Идмоном[94].
- Офельт. Воин долионов, убит аргонавтом Теламоном[93].
- Ох. Воин долионов, сражается с аргонавтом Флиантом[95].
- Пирн. Долион, отец Биенора[71].
- Промей. Воин долионов. Убит аргонавтом Идасом[77].
- Протид. Воин долионов. Ранен аргонавтом Ясоном[73].
- Сагес. Воин долионов, убит аргонавтом Гиласом[96].
- Сфодр. Воин долионов. Убит Акастом[97].
- Телекл. Воин долионов. Убит аргонавтом Гераклом[90].
- Телекоонт. Воин долионов. Убит аргонавтом Анкеем[98].
- Фамирид. Долион, участник битвы с аргонавтами[99].
- Фапс. (Тапс.) Воин долионов. Убит аргонавтом Полидевком[72].
- Флегий. Долион, участник битвы с аргонавтами[100].
- Флогий. Воин долионов. Убит Диоскурами[91].
- Фокей. Сын Олена, из земли лелегов. Изгнан с родины и прибыл в землю долионов. Убит аргонавтом Теламоном[68].
- Энита. Дочь Евсера, царя долионов. Жена Энея, мать Кизика[80].
- Эрим. Воин долионов, убит аргонавтом Полидевком[101].
- Эхел. Долион, убит аргонавтом Анкеем[98].

Топонимы:
- Артака. Гавань острова Арктонеса[102].
- Атий. Холм близ Кизика[103].
- Долионы. Племя[104]. Жило около Кизика[105].
- Макрийцы. Пеласгийский народ, воевавший с долионами[106].

См. также:
- Эней из Эна. Отец Кизика.

### Гализоны
- Годий. (Одий.)[107] Вождь гализонов[108]. Убит Агамемноном[109]. Одий. Сын Мекистея. От ализонов, союзник Трои[2].
- Мекистей. Отец Одия и Эпистрофа. От ализонов[2].
- Халиб. Сын Ареса, от него народ халибы[110].
- Эпистроф[111]. Сын Мекистея. От ализонов из Халибы, союзник Трои[112].
- Гализоны (ализоны). Союзники Трои[2]. Алазоны
- Олизоняне. Народность[113].

См. также:
- Полифем (лапиф). Погиб у халибов.

## Мисия
- Аргиопа. Дочь царя Мисии Тевфранта, жена его преемника Телефа[114].
- Арей. Царь Тевфрании. Убит в единоборстве Пергамом[115].
- Арим. Согласно Ксанфу Лидийскому, царь местности Мисии Катакекавмена[116]. В тирренском языке arima означает обезьяну[117].
- Арсиной. Отец Хромия и Эннома. Из Мисии[2].
- Асканий (сын Гиппотиона). Из мисийской Аскании[20]. Страбон считает нужным различать двух Асканиев[118].
- Астиоха (дочь Лаомедонта).
- Гиера.
- Гирт. Отец мисийца Иртия[119].
- Еврипил (сын Телефа).
- Иртий. Сын Гирта. Вождь мисийцев. Убит Эантом Теламонидом[120].
- Киос. Один из аргонавтов, спутников Геракла. По возвращении из Колхиды остался на месте похищения Гила и основал город, названный его именем[121].
- Клита. Жена Эрилая, мать Мейланиона. Жила у Каика[122].
- Мейланион. Сын Эрилая и Клиты. Родился у Каика. Защитник Трои. Убит Антифом[122].
- Мис. По карийскому мифу, брат Лида и Кара[123].
- Пергам (сын Неоптолема).
- Пионис. Потомок Геракла. Основал городок в Мисии за Каиком[124].
- Тевфрант.
- Телеф.
- Хрисеида.
- Хромий. Сын Арсиноя. Из Мисии, союзник Трои[125]. У Гомера отчества нет. Убит Эантом[126].
- Энном[127]. Сын Арсиноя. Из Мисии, союзник Трои, птицегадатель[125]. В каталоге Гомер предсказывает, что он погиб от Ахилла в реке[128], но в XXI песне он по имени не назван. У Гомера отчества нет. Убит Неоптолемом[129].
- Эрилай. Жена Клита, сын Мейланион[122].
- Ээтион.

Топонимы:
- Адрамитий. Город в Мисии. (Псевдо-Аполлодор. Мифологическая библиотека Э III 33)
- Арганфоней. Гора в Мисии[130].
- Гипоплакийские Фивы. Город[131].
- Фивы гипоплакийские. На берегу Адрамиттийского залива.
- Каик «тевфранийский». Река в Мисии[132]. Продолжение реки Миса[133].
- Кетейцы. Народ у Гомера, современными учёными отождествляемый с хеттами[134]. В древнееврейском имя хеттов встречается как Хиттим, так и Киттим (через греческое посредничество). См. Числа 24, 24, Иосиф Флавий. Иудейские древности I 6, 1. Упоминается у Алкея вместо мисийцев.
- Киос. Город в Мисии[135].
- Колона. Город, захваченный Ахиллом[131].
- Линей. Город, взятый Ахиллом[131].
- Лирнесс. Город[136]. Троянские киликийцы бежали в Памфилию, где тоже был город Лирнесс[137]. Lyrnessus[англ.]
- Меонийцы. Союзники Трои[2] По мнению Страбона, тождественны мисийцам[138].
- Мисия[139].
- Мисийцы[140]. Тождественны мушкам ассирийских источников[141].
- Пергам. Город[142].
- Сида. Город, среди захваченных Ахиллом[131].
- Тевфрания. Страна[143]. Расположена между Пергаменой и Элаитидой[144]. Павсаний ошибочно: Древнее название царства Пергам[145].
- Эгиал. Город, взятый Ахиллом[131].
- Эндий. Город, взятый Ахиллом[131].

См. также:
- Авга. Стала царицей Мисии.
- Полифем (лапиф). Основал Киос в Мисии.

### Лирнесс
- Акмон. Сын Клития, из Лирнесса. Спутник Энея[146].
- Андремон. Из Лирнесса. По Эсхилу, отец Андромахи[147].
- Брис. Из Лирнесса. Отец Брисеиды[148].
- Брисеида.
- Евен. Из Лирнесса. Сын Селепа. Отец Эпистрофа и Минеса[149].
- Клитий[150] Из Лирнесса. Отец Акмона и Мнесфея[151]. Возможно, тождествен отцу Евнея[152].
- Менесфей. См. Мнесфей.
- Минес. (Минет.) Сын Евена. Царь Лирнесса[153]. Убит Ахиллом при взятии Лирнесса[154]. Муж Брисеиды[155].
- Мнесфей.
- Селеп. Царь, отец Евена[156].
- Эол. Троянский воин, спутник Энея. Из Лирнесса. Убит в бою с италийцами[157].
- Эпистроф (сын Евена)[111]. Убит Ахиллом при взятии Лирнесса[156].

### Кетейцы
- Полидор. Кетеец, защитник Трои. Убит Одиссеем[158].
- Эн. Кетеец, защитник Трои. Убит Одиссеем[158].

### Мариандины
- Анфемоесия. Дочь речного бога Лика, жена Даскила, мать Лика[159].
- Бормон. (у Гесихия, по другим Ворм или Варин.) Сын мариандина Тития[160].
- Гиерак. Происходил из земли мариандинов, построил святилища Деметры. Когда троянцы не принесли жертв Посейдону, тот погубил плоды земли и наслал на них чудовище. Троянцы отправили послов Гиераку, и тот послал им пропитание. Разгневавшись, Посейдон превратил его в ястреба[161].
- Даскил. Царь мариандинов в Мисии. Отец Лика[162] Сын Тантала[159]. Основал город Даскилий.
- Даскил (en:Dascylus). Сын Лика, внук старшего Даскила. Проводник аргонавтов[163].
- Киммерий. По одной из версий, отец героя Мариандина[164].
- Лик (сын Даскила).
- Лик. Речной бог из Мисии, отец Анфемоесии, дед царя Лика[159].
- Мариандин. Сын Финея (прорицателя)[165], либо Фрикса, либо Киммерия[166] Согласно Феопомпу, правил одной частью Пафлагонии, затем напал на страну бебриков, овладел ею, затем покинул, дав своё имя[167].
- Приол. Сын Даскила, брат Лика. Погиб в схватке с мисийцами. В его честь поют погребальные песни[168]. По схолиям, сын Лика, эпоним города Приолы, соседки Гераклеи[160]; либо сын Тития, внук Мариандина[169].
- Титий. Согласно Домицию Каллистрату, либо сын Зевса, либо старший из детей Мариандина, сына Киммерия[170]. Мариандин, убитый Гераклом в кулачном бою[171]. На его похоронах его сын Ворм (или Бормон, или Варин) сочинил жалобную песнь[172]. По версии, Титий — отец Приола и Лика. Сопоставляется со своим тёзкой великаном Титием[173].

Топонимы:
- Гераклея. Город, основанный на земле, которую Геракл дал Лику (сыну Даскила)[174].
- Лик. Река в Гераклее, в земле мариандинов[175].
- Мариандины. Племя[176]. Известны их плачи по умершим[177].

См. также:
- Идмон. Погиб в земле мариандинов.
- Тифий. Умер в земле мариандинов.

## Лидия

### Царские династии
- Агелай. Сын Геракла и Омфалы. От него происходит род Креза[178].
- Агрон. Сын Нина, потомок Геракла. Первый царь Лидии из дома Гераклидов, сменил потомков Лида[179].
- Акиам. Царь Лидии, его полководцем был Аскал[180].
- Алкей. Сын Геракла и рабыни Иардана, отец Бела. Родоначальник Гераклидов — царей Лидии[179].
- Асий. Сын Котия и Галии, внук Манеса[181]. От него часть света названа Асией, а квартал Сард — Асиадой[182].
- Атис. (Атий.) Царь Лидии. Сын Манеса, отец Тирсена, при котором разразился голод[183]. Жена Каллитея (дочь Хорайя), дети Лид и Тиррен[184]. Либо потомок Геракла и Омфалы, отец Лида и Тиррена[185]. Либо отец Лида и Торэба (по Ксанфу Лидийцу)[186].
- Ахей. Царь Лидии, повешенный своими подданными. (Овидий) (Ахей)
- Бел. Сын Алкея, отец Нина (в родословной лидийских царей)[179].
- Бротей (сын Тантала).
- Галия. Дочь Тилла, жена Котиса, мать Асия и Атиса[181].
- Гимант. Отец Плуто, дед Тантала[187].
- Еврианасса. По версии, дочь Пактола, жена Тантала, мать Пелопа[188].
- Иардан. (Ярдан.)[189] Отец Омфалы[190]. Враждовал с Камблитом, царём Лидии, и испортил его ядами[191].
- Каллироя (океанида). Либо жена Манеса, мать Котиса[181].
- Каллитея. Дочь Хорайя, жена Атиса, мать Лида и Тиррена[184].
- Клеодей. Сын Геракла от невольницы. Родился во время пребывания Геракла в рабстве у Омфалы[192].
- Котий. (Котис.) Сын Манеса и Каллирои, жена Галия, дети Асий и Атис[193].
- Лам. Сын Геракла и Омфалы[194].
- Лид.
- Манес. Лидиец. Родился от Зевса и Геи и был первым царём в этой земле. Жена Каллироя, сын Котис[181]. Отец Атиса[183]. Отец Котия, дед Асия[182]. Некоторые называют его Масдес[195].
- Мелес. Древний царь Сард. Наложница родила ему льва, которого он обнёс вокруг стен Сард[196].
- Нин. Лидиец, сын Бела, отец Агрона[179].
- Омфала.
- Плуто. Дочь Гиманта. С Берекинфа. Родила от Зевса Тантала[197].
- Сипила. По версии, нимфа, родила от Зевса Тантала[198].
- Тантал (мифология).
- Тантал (сын Бротея). По некоторым, первый муж Клитемнестры[199]. en:Tantalus son of Broteas
- Тмол[200]. Царь Лидии[201]. Муж Омфалы[202]. Судья в состязании Аполлона и Пана, присудил победу Аполлону[203].
- Торреб. (Торэб.) Согласно Ксанфу Лидийцу, сын Атия, брат Лида, от которого произошёл народ торэбы в Азии[186]. Сын Атия, от него город Торребоя[204].
- Хорай. Отец Каллитеи, жены Атиса[184].

### Другие лица
- Акет. (Акойт.)[205] Из Меонии. Кормчий на корабле тирренов[206]. Спаситель Диониса. Рассказывает Пенфею историю о Дионисе и тирренах. Заточен Пенфеем в темницу, но цепи сами спали у него с рук[207]. en:Acetes
- Акмон. Согласно лексикону Суды, один из двух керкопов[208].
- Антиф. Сын Пилемена (у Аполлодора Талемена). От меонийцев, союзник Трои[209].
- Арахна.
- Атлант. По Ксенагору, один из керкопов, сын Океана и Феи[208].
- Баубо. Имя менады, призванной по оракулу из Фив в Магнесию на Меандре, похоронена в Табарне[210]. Двух других менад звали Коско и Фессала.
- Бор. Отец меонийца Феста[211].
- Геленор. Сын царя меонийцев и рабыни Ликимнии, пришёл под Трою. Спутник Энея. Убит рутулами[212].
- Гилл. Сын Геи, от него названа горная река в Лидии. Его гигантские кости были найдены в холме в Лидии. Геракл назвал своего сына по имени реки[213].
- Дамасен. Исполин, сын Геи, воспитан Эридой. Змееборец[214]. См. также Тил.
- Дресей. Сын Феодаманта и Неэры. Родился у горы Сипил. Пришёл на помощь Трое. Убит Полипетом[215].
- Исмар. Меониец, спутник Энея[216].
- Ифитион. Сын Отринта и наяды. Жил около Тмола, у Гигейского озера. Убит Ахиллом[217].
- Кандавл.
- Кандул. По Ксенагору, один из керкопов, сын Океана и Феи[208].
- Керкопы.
- Левкофрина. Согласно Зенону из Минда, погребена в святилище Артемиды в Магнесии[218].
- Ликимния. Рабыня. Родила царю меонийцев сына Геленора[219].
- Мемнонида. Мать керкопов Пассала и Акмона[208].
- Месфл. (Местл.) Сын Пилемена (у Аполлодора Талемена). От меонийцев, союзник Трои[209].
- Мория. Сестра Тила[220].
- Неэра. Нимфа, жена Феодаманта из Лидии, мать Дресея[221].
- Отринт. Меониец, отец Ифитиона[222].
- Пактол. Речной бог. Брат Гидаспа[223]. Отец Еврианассы[188].
- Пассал. Согласно лексикону Суды, имя одного из керкопов (см.)[208].
- Пилемен. Меониец. От нимфы Гигейского озера имел сыновей Антифа и Месфла[224].
- Сардон. Сын Сфенела. Основал Сарды[225].
- Стабий. Участник индийского похода, лидиец. (Указатель к Нонну. С.531).
- Стамн. Участник индийского похода, лидиец. (Указатель к Нонну. С.531).
- Талемен. Отец Местла[2].
- Тил. (Тилос.) Брат Мории. Лидийский герой, укушенный змеем на берегу Герма[226]. Сестра воскресила его[227]. Ликс из рода Тилония упомянут в истории Лидии[228].
- Тилл. Рожден Геей, отец Галии[181].
- Феодамант. Из Лидии. Жена нимфа Неэра, сын Дресей[221].
- Фест. Сын Бора. Меониец из Тарны. Убит Идоменеем[229].
- Адиатт. Царь Лидии. См. Николай Дамасский. История, фр.44 Якоби.
- Лида. Жена и сестра царя Алиатта[230]

См. также:
- Диона (гиада). Мать Ниобы и Пелопа.
- Каллироя (океанида). Жена Манеса, мать Котиса (версия)
- Даскил. Лидиец, отец Гигеса[231].
- Кандавл. Царь Лидии, последний из Гераклидов.
- Авлида. Город в Лидии. (Аполлодор)
- Ахелой. Река, текущая с горы Сипила, упоминаемая Гомером[232].
- Итон. Город[233]. Жители Итона разграбили страну Омфалы, но Геракл победил их и разрушил город[234].
- Кенхрей. Река в Лидии у Эфеса.
- Лидия. Страна[202]. Получила название от Лида, до того называлась Меонией[179].
- Сарды. Город. По-лидийски Сфарда, др.-перс. Спарда[235]. Возможно, родственно (?) этрусскому spur («народ, город»)[236]
- Сипил. Гора[237].

## Кария
- Агелай. Сын Гиппаса, из Милета, пришёл под Трою с Настесом. Убит Мегесом[238].
- Алабанд. Герой, его именем назван город Алабанда в Карии[239].
- Амфимах. Сын Номиона. От карийцев, союзник Трои[240]. Во II песне «Илиады» упомянуто, что позднее его убил Ахилл, однако в XXI песне он не упоминается.
- Амфимах. Из Микале. Кариец, пришёл на помощь Трое. Убит Мегесом[238]. Возможно, тождествен предыдущему.
- Басил. Сын Гемифеи и Лирка. Стал правителем Кавнии[241].
- Библида.
- Гемифея (Гемитея) («полубогиня»). Дочь Стафила. Эпитет Молпадии, которой поклонялись в Кастабе[242]. Спорила с сестрой Рео за право возлечь с чужеземцем Лирком. Родила от Лирка сына Басила[243].
- Гилл. Возлюбленный Аполлона, погибший в Гиллиале в Карии[244].
- Гиппас. Из Милета, отец Агелая, спутника Настеса[238].
- Еврит. Царь карийцев. Отец Идофеи, тесть Милета[245].
- Зенопосейдон. Божество в Миласе (Кария)[246].
- Идофея. Дочь царя карийцев Еврита. Жена Милета, мать Кавна и Библиды[245].
- Икар. Царь Карии. Жена Феоноя[247].
- Илебия. Дочь царя Кавна Эгиала, жена Лирка, бездетна[248].
- Кавн.
- Кар.
- Кассандр. Кариец. Жена Креуса, сын Менес[249].
- Кафена. Девушка из карийской Криассы, полюбившая Нимфея и ставшая его женой[250].
- Кирн. Владетельный муж из Аргоса, которого Инах послал на поиски Ио. Кирн приплыл в Карию и основал город, который назвал Кирном[251].
- Корес. Автохтон. Основал святилище Артемиды Эфесской, когда родилась Артемида[252].
- Креуса. Из Карии. Жена Кассандра, мать Менеса[249].
- Ксанф. Правитель Термеры. К нему бежал Аптер с Крита[253].
- Лабрандей. Согласно Евгемеру, царь и союзник Зевса[254].
- Лирк (сын Форонея).
- Меандр. Сын Океана и Тефии[255]. Отец Самии[256]. Отец Кианеи[257]. Отец Калама[258]. en:Meander (mythology)
- Мелиссей. Из Херсонеса Карийского. Очистил Триопа от убийства[259].
- Мен. Божество. Его храм в Кабирах (Понт), храм Мена Аскея в Писидии[260]. Храм Мена Карийского между Лаодикеей и Карурами[261]. Существовала его золотая статуя[262]. Упоминается в орфическом гимне к Мусею (ст.40), у орфиков (фр.201 Керн). Имя сопоставляется с урартским Менуа[263].
- Менес. Сын Кассандра и Креусы из Карии. Убит Неоптолемом[249].
- Молпадия.
- Мотил. По Стефану Византийскому, царь, у которого гостили Парис и Елена по пути в Трою. Построил город Самилию в Карии. Сопоставляется с хеттским царём Муватталисом[264].
- Настес. Сын Номиона. Вождь карийцев. Союзник Трои[265].
- Номион. Кариец. Отец Настеса[2] и Амфимаха[266].
- Осогоа. Карийский бог[267].
- Парфенос (дочь Стафила).
- Полемон. Кариец, отец Наксоса[268].
- Салмакида.
- Тельмисс (Телмесс). Гадатель из Карии[269]. Сын Аполлона от одной из дочерей Антенора, с которой он возлежал в виде собаки[270]. Похоронен в алтаре Аполлона в Тельмессе[271]. От него город Тельмис в Карии.
- Тельмессий. Эпитет Аполлона по герою из Карии[272].
- Термер (en:Termerus). Карийский герой, разил встречных насмерть ударом головы. Геракл проломил ему череп[273].
- Торребия. Родила от Зевса Кария[204].
- Феоноя. Дочь прорицателя Фестора. Её похитили пираты и увезли в Карию, где она стала наложницей царя Икара, потом встретила отца[247].
- Херсонес. Царь, от которого назван Херсонес Карийский[274].
- Эгиал (en:Aegialeus). Царь Кавна. Выдал свою дочь Илебию за аргивянина Лирка, однако затем воевал с ним[248].

Топонимы и этнонимы:
- Ахиллей. Город в долине Меандра[275].
- Даскил. Деревня в Карии.
- Зефирия. Древнее название Галикарнаса. Встречается в микенских текстах (ze-pu2-ra3)[276].
- Иас. Город в Карии, колония сперва аргивян, потом милетян. После потерь людьми в войне с карийцами пригласили к себе сына Нелея[277]. С карийским Уассос отождествляют народ вашаша в надписях Рамсеса III[278].
- Кавн. Город в Карии. Их язык общий с карийским. Назван именем Кавна[245]. О кавниях упоминает Геродот[279]. У источника Эхенеида[280].
- Кавнии. Народ[281].
- Кария. Страна[282].
- Карийцы[2].
- Книд. Город. «Книдянки» (ki-ni-di-ja) упомянуты в микенских текстах[276].
- Меандр. Река[283].
- Салмакида. Источник в Галикарнасе, способствует изнеженности тех, кто пьёт из него[284].
- Триоп. Мыс, где устраивались игры в честь Аполлона[285]. Храм Аполлона Триопийского на Книдском полуострове[286].
- Херсонес Карийский. Полуостров[287].

См. также:
- Корикийские нимфы. Поселились в Карии.
- Левкиппа. Отправилась в Карию.
- Милет (сын Аполлона). Бежал в Карию.

## Ликия
- Агид. Ликиец, спутник Энея. Убит Валером[288].
- Алкимена. Дочь Иобата, жена Беллерофонта[289].
- Амисодар.
- Амфианакс. Царь Ликии (по некоторым[290]). Он же Иобат[291].
- Амфидамант. По версии, имя Иобата[292].
- Антифат[293]. Сын Сарпедона и некоей фиванки. Спутник Энея. Убит Турном[294].
- Антия.
- Атимний. Сын Амисодара. Ликиец. Убит Антилохом[295].
- Гипполох. Сын Беллерофонта, отец Главка[296].
- Главк (сын Гипполоха).
- Главк. Сын Имбраса из Ликии, спутник Энея. Убит Турном[297].
- Деидамия. По версии, так звали дочь Беллерофонта и мать Сарпедона[298] (см. Лаодамия).
- Евандр. Сын Сарпедона старшего, жена Деидамия, сын Сарпедон младший[298].
- Имбрас. Ликиец, отец спутников Энея Главка и Лада[299]. Вероятно, он же отец Асия[300].
- Иобат.
- Исандр. Сын Беллерофонта. Убит солимами[301]. Страбон называет его Писандром[302]. Его могила в Термессе (Писидия)[303].
- Исар. См. Амисодар.
- Килабр. (или Калабр.) Пастух, пасший овец. Лакий, основатель Фаселиды, купил у него землю, заплатив солёной рыбой. Поэтому фаселидяне каждый год приносят ему в жертву солёную рыбу[304].
- Клар. Из Ликии. Сын Сарпедона, спутник Энея[305].
- Краг. Из Ликии. Сын Тремила и Праксидики[306].
- Ксанфий. Ликиец, потомок Беллерофонта, отец Левкиппа. Нечаянно убит своим сыном[307]. Xanthius[англ.]
- Лад. Сын Имбраса из Ликии. Убит Турном[308].
- Лакий.
- Лаодамант. Ликиец. Убит Неоптолемом[309].
- Лаодамия[310]. Дочь Беллерофонта[311]. Мать Сарпедона (от Зевса)[312]. Родила Зевсу трёх детей[313]. Её сразила Артемида[314].
- Ликия. Дочь Ксанфа, родила от Аполлона Патара[315].
- Марис. Ликиец, сын Амисодара. Убит Фрасимедом[316].
- Мент. Ликиец, убит Ахиллом в начале Троянской войны[317].
- Натри. Ликийский бог, отождествлённый с Аполлоном[318].
- Огиг. Из Ликии, отец нимфы Праксидики[319].
- Оронт. Ликиец, спутник Энея, погибает во время морской бури[320]. Эней встретил его в Аиде[321].
- Патар. Сын Аполлона и Ликии (дочери Ксанфа)[322].
- Пелагон. Ликиец, друг Сарпедона[323].
- Пинар. Из Ликии. Сын Тремила и Праксидики[319].
- Писенор. Ликиец, отец Хлема[324].
- Праксидика. Нимфа, дочь Огига. Жила у потоков Сибра. Жена ликийца Тремила[306].
- Сарпедон (сын Евандра).
- Скилакий. (Скилакей.) Спутник Главка. Защитник Трои. Ранен в бою и вернулся домой в Ликию. Но там его за трусость забросали камнями[325]. Scylaceus[англ.]
- Сфенебея.
- Таркон. См. Тархон. Известна надпись царя Таркаснавы из Миры[326].
- Темон. Из Ликии, сын Сарпедона. Спутник Энея[305].
- Тлой. Из Ликии. Сын Тремила и Праксидики[306].
- Тремил. Ликийский герой. Жена нимфа Праксидика, дети Тлой, Пинар и Краг[319].
- Филоноя. Дочь Иобата. Жена Беллерофонта[327].
- Фрасимел. Возница Сарпедона. Убит Патроклом[328].
- Химера.
- Хлем. Сын Писенора. Спутник Главка. Убит Мерионом[324].
- Эпикл. Ликиец, друг Сарпедона. Убит Эантом Теламонидом[329].
- Эримас. Из Меланиппиона в Ликии. Спутник Главка. Убит Эантом Теламонидом[330].

Топонимы:
- Краг. Горный хребет в Ликии. Гора, которую любит Артемида[331]. Правитель Крагоса — Зевс[332].
- Ксанф. Река в Ликии[333].
- Ликия. Страна. (Аполлодор) Лето назвала её так в память о волках, которые прислуживали ей по дороге. Ранее земля называлась Тремилида[334].
- Ликийцы. Племя. (Аполлодор) Упомянуты в египетских текстах[335]. В ликийских надписях, вопреки Геродоту, именование по отцу, однако в родословной надписи Флавиллы из Эноанды есть следы матрилинейного счета[336].

См. также:
- Лето. Скиталась по Ликии.
- Лик (сын Пандиона) и Лик (тельхин). Дали имя Ликии, по версиям.
- Прет. Поселился в Ликии.

## Памфилия
- Ардией. Тиран в одном из городов Памфилии в древности, убил отца и старшего брата, попал в Тартар[337].
- Армений. Памфилиец, отец Эра[338].
- Памфил. Сын Ракия и Манто, от него Памфилия[339].
- Эр. Сын Армения, памфилиец. Его видение передаёт Платон[338]. Имя Эр встречается в родословной Иисуса[340]. Либо сын Гармония[341].

## Писидия
- Лаб (Лабос). Надпись из Перги называет его среди героев — покровителей города[342].

Топонимы:
- Термесс. Город в Писидии.

## Киликия
- Амфилох (сын Алкмеона).
- Астероп. Эпитет Тифона[343].
- Дельфина[344]. Драконица, сторожившая сухожилия Зевса, похищенные Тифоном[345].
- Кидн. Речной бог из Киликии[346]. Возлюбленный Комето[347].
- Килик (мифология).
- Кимол. Муж Сиды[342].
- Комефо. Наяда, жена Кидна[348]. Афродита превратила её, влюблённую в Кидна, в источник[349].
- Магарс. Основательница города Магарс в Киликии. По обе стороны от крепости похоронены Амфилох и Мопс[350].
- Малл. Основал город Малл[351].
- Мегассар. Царь Гирии. Отец Фарнаки[352].
- Нагид. По Гекатею, основал город Нагид в Киликии[353].
- Ойней. Киликиец, сын Эревталиона и Филлиды. Полководец в войске Диониса[354].
- Сандес[355]. Эпитет Моррея как «киликийского Геракла»[356]. Имя Геракла[357]. Сандон — лувийское божество войны[358].
- Сандок. Сын Астиноя. Отправился из Сирии в Киликию и основал там город Келендерис. Жена Фарнака, сын Кинир[352].
- Сида. Дочь Тавра, жена Кимола. Основала город Сида в Киликии[342].
- Сикей. Один из титанов, рождён Геей. Зевс преследовал его, но Гея взяла его под защиту и произрастила дерево смокв (сика). По его имени назван и киликийский город Сикей[359].
- Тавр. Из Киликии, отец Сиды[342].
- Тифон (сын Геи).
- Фарнака. Дочь Мегассара. Жена Сандока, мать Кинира[352].
- Фива (дочь Килика).
- Филлида. Мать киликийца Ойнея[360].
- Эант (сын Тевкра). Основал город Ольба в Киликии с храмом Зевса. Большинство жрецов там носили имена Тевкр и Эант[361].
- Эревфалион. (Эревталион.) Киликиец, отец Ойнея[362].

Топонимы:
- Аримов пещера[363].
- Гирия. Местность в Киликии[364].
- Келендерис. Город в Киликии[352].
- Киликия. Страна[365]. Там, около Тарса, уронил своё перо Пегас[366]. В 9-8 вв. до н. э. позднейшая Киликия была заселена хурритами и называлась кве, народ же килики обитал севернее, в Катаонии, и лишь в нач.7 в. до н. э. занял Киликию[367].
- Килисса. Город в Киликии[368].
- Килисса. Область, покорённая Морреем[369].
- Корикийская пещера в Киликии[370]. Там Тифон запер Зевса[345]. Согласно Каллисфену, рядом с ней жили аримы[371]. Город Корик[372].
- Мопсуэстия. Город в Киликии.
- Пирам. Река в Киликии[373].
- Сарпедон. Название острова, где жили Горгоны[374]. По схолиасту Эсхила и Страбону, мыс на побережье Киликии, против Кипра[375]. По другим, находился в Атлантическом океане[376]. В Киликии был оракул Аполлона Сарпедонского[377].
- Солимы. Народность[327]. Побеждены Беллерофонтом[378].

См. также:
- Калхант. Умер в Малле.
- Мопс. Основал Малл.
- Сарданапал. Гробница у Анхиала.
- Тифон (сын Геи). Родился в Киликии.
- Триптолем. Его спутники основали Тарс.
- Фамир. Киликиец, поселился на Кипре.

## Вифиния
- Арганфона.
- Вифий. Сын Зевса и Фраки, по его имени Вифиния[379].
- Вифин (или Фин/Тин.) Сын Финея. Его именем названа Финеида[380].
- Вифинида. (Вифинская нимфа.)[381] Она же Мелия[382].
- Димант. Рассказывает аргонавтам об Амике[383].
- Дипсак. Сын Филлея и нимфы. Гостеприимец Фрикса во время его бегства[384].
- Дриопа. Нимфа, похитившая Гиласа[385].
- Евника. Одна из нимф, похитивших Гиласа[386].
- Малида. Одна из нимф, похитивших Гиласа[386].
- Мелопа. Вариант написания имени Мелии — матери Амика[387]. Или Меропа[388].
- Мелия (из Вифинии)[389]. Вифинская нимфа. Родила от Посейдона Амика[390]. Родила Долиона от Силена[391]. См. Нонн. Деяния Диониса XVI 227.
- Нихея. Одна из нимф, похитивших Гиласа[386].
- Паребий. Житель Вифинии. Его отец срубил дуб, где жила гамадриада, и та послала ему тяжёлую жизнь. Финей указал Паребию построить жертвенник нимфе во искупление[392].
- Филлеид. Бог реки, отец Дипсака[393]. Встречается написание Псиллид.

Топонимы:
- Вифинцы. Были мисийцами, но получили имя от фракийцев — вифинов и финов[394].
- Калпис. Река в Вифинии[395].

### Бебрики
- Амик.
- Арит. Бебрик. Ранил Ифита, но убит Клитием[396].
- Бутес. Потомок Амика бебрика, состязался в кулачном бою над могилой Гектора, побеждён Даретом[397].
- Итимонай. Бебрик. Побежден Полидевком[398].
- Ликорей. Слуга Амика[399].
- Мигдон (бебрик).
- Мимант[400]. Бебрик. Побежден Полидевком[401].
- Орит. Бебрик. Ранил аргонавта Талая[402].
- Орнит. Бебрик, слуга Амика[403].

Этнонимы:
- Бебрики. Народ из Вифинии[404]. Бебрики

## Пафлагония
- Атимний. Отец пафлагонца Мидона[405].
- Билсат. Отец Пилемена[406].
- Гарпалион. Сын Пилемена. Пафлагонец. Убит Мерионом[407].
- Мидон. Пафлагонец. Сын Атимния. Возница царя Пилемена. Убит Антилохом[408].
- Пелоп Энетский. Прародитель пафлагонцев[409]. Иногда отождествлялся с Пелопом Элидским.
- Пилемен.
- Эфик. Пафлагонец. Троянский воин, выступил против Агамемнона[410].

Топонимы и этнонимы:
- Кавконы. Названы союзниками троянцев[411]. Народ в Пафлагонии[412].
- Лира. Местность в Пафлагонии, где Орфей посвятил лиру Аполлону[413].
- Пафлагонцы. Племя[406].
- Энеты (Генеты). Народ[414], переселившийся из Пафлагонии в Адриатику. Их упоминает Гомер, но во время Страбона их уже не было в Пафлагонии[415]. По мнению Страбона, венеты основали колонию на Адриатике[416]. «Энетского коня» упоминает Алкман[417]. См. также Хенед.

## Каппадокия и Понт
- Галис. Речной бог. Не смог соблазнить Синопу[418].
- Ма. Богиня, её святилище в Команах (Каппадокия). Отождествлялась с Энио[419].

Топонимы:
- Кабиры. Город на Понте[420].
- Левкосирия. Область. Название «левкос» сближается с лувийцами, являясь народной этимологией[421].

## Колонии Южного Причерноморья
- Автолик (сын Деимаха).
- Агаместор. Культовое имя Идмона в Гераклее[422]. Считался основателем мегаро-беотийской Гераклеи, отождествлён с Идмоном[160].
- Актор. Отец Сфенела[423].
- Деилеонт. Спутник Геракла, присоединившийся к аргонавтам[424]. См. Демолеонт.
- Демолеонт. Сын Деимаха. Спутник Геракла, отправившийся с тремя братьями за поясом амазонки, и оставшиеся там[425], а позже присоединившиеся к аргонавтам[426]. Аполлоний называет его Деимонт[427], а Валерий — Деилеонт[424].
- Евней. Спутник Тесея в войне с амазонками, брат Фоанта и Солоэнта. Один из основателей Пифополя[428].
- Синопа (дочь Асопа).
- Синопей. По Ферекиду, спутник Одиссея[429].
- Солоэнт. Афинянин, спутник Тесея в войне против амазонок. Влюбился в Антиопу, но она его отвергла. Он бросился в реку и утонул. Тесей основал город Пифополь и назвал реку Солоэнтом[428].
- Сфенел (сын Актора)[430]. Спутник Геракла, с которым сражался против амазонок. Его призрак на кургане видели аргонавты и принесли жертвы[431].
- Флогий. Сын Деимаха. Спутник Геракла, отправившийся с тремя братьями за поясом амазонки, и оставшиеся там[425], а позже присоединившиеся к аргонавтам[432].
- Фоант. Спутник Тесея в войне с амазонками, брат Евнея и Солоэнта. Один из основателей Пифополя[428].
- Фроний. Сын Деимаха. Спутник Геракла, отправившийся с тремя братьями за поясом амазонки, и оставшиеся там, а позже присоединившиеся к аргонавтам[426]. Аполлоний и Валерий его не называют.

Топонимы:
- Авлийская пещера. Пещера Диониса на Понте Евксинском[433].

## Эолийские колонии
- Абарт. Из рода Кодра. Фокейцы пригласили его быть их царем[434].
- Архелай. Сын Пенфила, внук Ореста. Повел эолийский поход в Кизик около Даскилия[435].
- Деет. Из рода Кодра. Фокейцы пригласили его быть их царем[434].
- Клев. Сын Дора, потомок Агамемнона. Собрал войско в Локриде одновременно с Пенфилом, позже переправился в Эолиду и основал Киму фриконийскую[435].
- Малай. Потомок Агамемнона. Вместе с Клевом собрал флот в Локриде и переправился, основав Киму фриконийскую[435].
- Перикл. Из рода Кодра. Фокейцы пригласили его быть их царем[434].
- Сивилла кимская.

Полуисторические персонажи:
- Менн. Тиран Кимы, свергнут своим братом Ватией, который заключил союз с фокейцами[436].
- Телефан. Царь эолийских кимейцев[437].

Топонимы:
- Кима. Город[131].
- Мелет[438]. Река в области Смирны. Над её истоками пещера, где Гомер сочинял свои поэмы[439].
- Мирина. Город в Эолиде[440].
- Питана. Город в Эолиде. По Алкею и Гелланику у Зенобия, завоёвана пеласгами, а затем освобождена эритрейцами[441].
- Смирна. Город[131]. Основана либо Танталом, либо Тесеем, либо одной из амазонок[442].
- Фокея. Город[131].

## Амазонки
Также:
- Дейант. (Дэант.) Герой, именем которого названа долина у Фермодонта, где три города амазонок[443]. См. Деант.
- Ликаст. Именуется возлюбленным амазонки[444]. Неясный персонаж.
- Фермодонт. (Термодонт.) Сын Океана и Тефии[445].
- Акмонийская роща. В стране амазонок, где нимфа Гармония родила Аресу амазонок[446].
- Гаргареи. Племя из мужчин. Возлюбленные амазонок. Гаргары
- Ликастия. Одна из трёх частей страны амазонок[447].
- Фемискира. (Темискира.) Город. Столица амазонок в устье Фермодонта[448]. Взят Гераклом[449]. Равнина Фемискира находилась рядом с Амисом[450]. en:Themiscyra
- Фермодонт. Река[451]. Также речка в Беотии[452].
- Хадисия. Одна из трёх областей амазонок[447].

См. также:
- Гиера. Жена Телефа.
- Клета. Основала город в Бруттии.
- Сфинга. По истолкованию, амазонка.